# Jaapiella crinita
Jaapiella crinita är en tvåvingeart som först beskrevs av Rubsaamen 1891.  Jaapiella crinita ingår i släktet Jaapiella och familjen gallmyggor. Inga underarter finns listade i Catalogue of Life.